# Gare d'Audenarde
La gare d'Audenarde, (en néerlandais : Station Oudenaarde), est une gare ferroviaire belge des lignes 86, de Basècles-Carrières à De Pinte et 89, de Denderleeuw à Courtrai). Elle est située sur la Stationsplein (« place de la Gare »), au nord du centre-ville d'Audenarde, dans la province de Flandre-Orientale en Région flamande.

## Situation ferroviaire
Établie à 16 mètres d'altitude, la gare d'Audenarde est située au point kilométrique (PK) 11,100 de la ligne 86, de Basècles-Carrières à De Pinte, entre les gares ouvertes d'Eine et de Renaix.
Gare de bifurcation, Audenarde est également située au PK 37,485 de la ligne 89, de Denderleeuw à Courtrai, entre les gares ouvertes de Boucle-Saint-Denis et d’Anzegem.

## Historique
L'installation d'une gare de chemin de fer à Audenarde est prévue par une loi du 20 décembre 1851 qui autorise le gouvernement à contracter avec une société privée pour, au choix, « la construction d'un chemin de fer soit d'Audenarde à Deyneze, soit d'Audenarde à Gand ». Ce projet prend forme avec la signature, le 28 octobre 1853 d'une convention avec les frères Antoine et Joseph Hertogs, d'Anvers, qui y disposent d'une entreprise de travaux publics. L'accord concerne la construction et l'exploitation d'un « chemin de fer d'Audenarde vers Gand », qui suivant le cahier des charges doit se raccorder sur la courbe du Chemin de fer de l'État à environ 3 kilomètres de la halte de Nazareth. Cet accord est confirmé par l'arrêté royal du 27 octobre 1853 (paru dans le Moniteur belge du 6 novembre). La société anonyme, dénommée « Compagnie du chemin de fer d'Audenarde vers Gand », est constituée le 14 juillet 1854.
La compagnie ouvre les chantiers, mais en ne pouvant achever la construction dans le temps imparti elle obtient du gouvernement, le 1er octobre 1853, un nouveau délai jusqu'au 15 mai 1857. De nouvelles difficultés ont pour conséquence sa reprise par la Compagnie du chemin de fer Hainaut et Flandres qui termine la construction et met en service, le 28 juin 1857, la gare d'Audenarde, lorsqu'elle ouvre à l'exploitation sa ligne d'Audenarde à Gand. L'inauguration a eu lieu le 28 juin, et les édiles d'Audenarde, Bourgmestre et échevins, s'ils sont satisfaits qu'une importante voie de communication soit ouverte à proximité de la ville, font remarquer qu'une partie importante de la population se plaint du fait que cette gare soit située sur la commune de Bevere, en un lieu éloigné pour une importante partie des habitants de la ville.
Une première gare provisoire se trouve dans un café "Den Engel" en 1860. Un deuxième bâtiment de gare aurait été construit en 1866 et se trouvait au nord du bâtiment actuel. Le chemin de fer Hainaut-Flandres, composante de la Société générale d'exploitation, est nationalisé en 1870-1871.
Un nouveau bâtiment monumental, de style néo-Renaissance flamande, fut construit entre 1890 et 1892. Œuvre de l'architecte principal des Chemins de fer de l'État, Henri Fouquet, ce bâtiment existe toujours mais n’assure plus les fonctions de gare. Une deuxième gare est construite en 1996 ; elle est située à 150 m à droite de l'ancienne, à un endroit plus dégagé qui accueille une vaste gare routière. À cette occasion, les voies ont été surélevées.
En octobre 2018, lors du comptage visuel annuel des voyageurs, la gare enregistre une fréquentation de 970 000 voyageurs/an.

## Service des voyageurs

### Accueil
La gare dispose d'un accès principal au sud des voies sur la Stationsplein (« Place de la Gare ») et un accès secondaire au nord des voies sur le Voetweg Eine (« Sentier Eine »), un passage sous-voies permet le lien entre ces deux accès.
Gare SNCB, elle dispose d'un bâtiment voyageurs avec des guichets ouverts, du lundi au jeudi de 5 h 45 à 20 h 0 et les samedis, dimanches et jours fériés de 7 h 15 à 14 h 30. Elle est également équipée d'automates pour l'achat de titres de transport. C'est une gare qui propose des aménagements, équipements et services pour les personnes en situation de handicap et leur accueil est possible tous les jours de 0 h 0 à 23 h 59. Un buffet est présent en gare.
Elle est équipée de trois quais, dont deux centraux, avec des abris. Un passage sous-voies permet l'accès aux quais.

## Comptage voyageurs
Ce graphique et tableau montre le nombre de voyageurs embarquant en moyenne durant la semaine, le samedi et le dimanche.
| Nombre de passagers qui embarquent à la gare d'Audenarde | Nombre de passagers qui embarquent à la gare d'Audenarde | Nombre de passagers qui embarquent à la gare d'Audenarde | Nombre de passagers qui embarquent à la gare d'Audenarde |
|                                                          | Semaine                                                  | Samedi                                                   | Dimanche                                                 |
| -------------------------------------------------------- | -------------------------------------------------------- | -------------------------------------------------------- | -------------------------------------------------------- |
| 1977                                                     | 3 660                                                    | 542                                                      | 610                                                      |
| 1978                                                     | 4 100                                                    | 397                                                      | 537                                                      |
| 1979                                                     | 3 887                                                    | 564                                                      | 571                                                      |
| 1980                                                     | 3 111                                                    | 474                                                      | 638                                                      |
| 1981                                                     | 3 504                                                    | 513                                                      | 621                                                      |
| 1982                                                     | 3 547                                                    | 442                                                      | 718                                                      |
| 1983                                                     | 3 506                                                    | 410                                                      | 657                                                      |
| 1984                                                     | 2 995                                                    | 612                                                      | 737                                                      |
| 1985                                                     | 3 968                                                    | 631                                                      | 846                                                      |
| 1986                                                     | 3 421                                                    | 600                                                      | 632                                                      |
| 1987                                                     | 3 498                                                    | 527                                                      | 605                                                      |
| 1988                                                     | 3 155                                                    | 550                                                      | 720                                                      |
| 1989                                                     | 3 667                                                    | 760                                                      | 805                                                      |
| 1990                                                     | 3 518                                                    | 689                                                      | 767                                                      |
| 1991                                                     | 3 106                                                    | 636                                                      | 700                                                      |
| 1992                                                     | 3 411                                                    | 754                                                      | 629                                                      |
| 1993                                                     | 3 505                                                    | 625                                                      | 645                                                      |
| 1994                                                     | 3 750                                                    | 575                                                      | 613                                                      |
| 1995                                                     | 3 593                                                    | 607                                                      | 698                                                      |
| 1996                                                     | 3 781                                                    | 650                                                      | 542                                                      |
| 1997                                                     | 3 736                                                    | 668                                                      | 688                                                      |
| 1998                                                     | 3 326                                                    | 643                                                      | 630                                                      |
| 1999                                                     | 3 685                                                    | 551                                                      | 562                                                      |
| 2000                                                     | 3 837                                                    | 653                                                      | 708                                                      |
| 2001                                                     | 3 601                                                    | 584                                                      | 769                                                      |
| 2002                                                     | 3 584                                                    | 668                                                      | 930                                                      |
| 2003                                                     | 3 615                                                    | 943                                                      | 867                                                      |
| 2004                                                     | 3 458                                                    | 740                                                      | 873                                                      |
| 2005                                                     | 3 683                                                    | 740                                                      | 802                                                      |
| 2006                                                     | 4 022                                                    | 918                                                      | 1 185                                                    |
| 2007                                                     | 3 780                                                    | 830                                                      | 888                                                      |
| 2008                                                     | -                                                        | -                                                        | -                                                        |
| 2009                                                     | 3 826                                                    | 666                                                      | 736                                                      |
| 2010                                                     | -                                                        | -                                                        | -                                                        |
| 2011                                                     | -                                                        | -                                                        | -                                                        |
| 2012                                                     | 3 606                                                    | 873                                                      | 1 023                                                    |
| 2013                                                     | 3 703                                                    | 819                                                      | 817                                                      |
| 2014                                                     | 3 014                                                    | 850                                                      | 905                                                      |
| 2015                                                     | 3 113                                                    | 846                                                      | 825                                                      |
| 2016                                                     | 3 647                                                    | 854                                                      | 1 041                                                    |
| 2017                                                     | 3 854                                                    | 811                                                      | 799                                                      |
| 2018                                                     | 3 377                                                    | 927                                                      | 802                                                      |
| 2019                                                     | 3 814                                                    | 1 027                                                    | 722                                                      |
| 2020                                                     | 1 754                                                    | 871                                                      | 571                                                      |
| 2021                                                     | -                                                        | -                                                        | -                                                        |
| 2022                                                     | 3 424                                                    | 1 042                                                    | 1 124                                                    |
| 2023                                                     | 3 342                                                    | 1 130                                                    | 847                                                      |
| 2024                                                     | 3 689                                                    | 1 370                                                    | 1 018                                                    |

## Patrimoine ferroviaire
L'ancien bâtiment principal de la gare, construit en 1892, et classé depuis 1993, est « une structure symétrique et imposante [avec une] tour centrale dans l'axe de la Stationsstraat (« rue de la Station »). Construction en brique et en pierre de taille avec de fortes ailes latérales horizontales de sept baies chacune et d'un étage sous des toits en ardoise en croupe (crête parallèle à la rue) ; avant-corps accentués avec la façade supérieure dans les deuxièmes baies extérieures et des fenêtres à arc reliées de manière rythmique dans des niches en ruche sous un cadre aquatique et une clé de voûte ». L'intérieur est bien conservé avec une « grande salle » construite en brique, avec des arches en pierre naturelle reposant sur des pilastres avec des écriteaux et une frise continue. Cette grande salle contient des poutres en bois, des comptoirs à la gauche « avec trois hautes fenêtres à arches rondes encastrées dans une large anse de panier ». Aussi, nous voyons un comptoir avec consoles rainurées, avec un mur au milieu (avec à l’origine trois portes circulaires cintrées menant aux anciens quais, maintenant partiellement fermé). Un couloir à la droite mène vers l'ancienne salle d'attente et le buffet.
Le château d'eau à réservoir Intze, construit en 1938 est également classé. À côté se situe l'ancien bâtiment de la Régie des Télégraphes et Téléphones, de style Néo-Renaissance flamande tardif. Une ancienne halle à marchandises construite en 1907 dans une architecture historique en brique similaire, a été démolie au début de 1995 afin de permettre la construction de l'actuelle gare routière.

Bâtiment et château d'eau
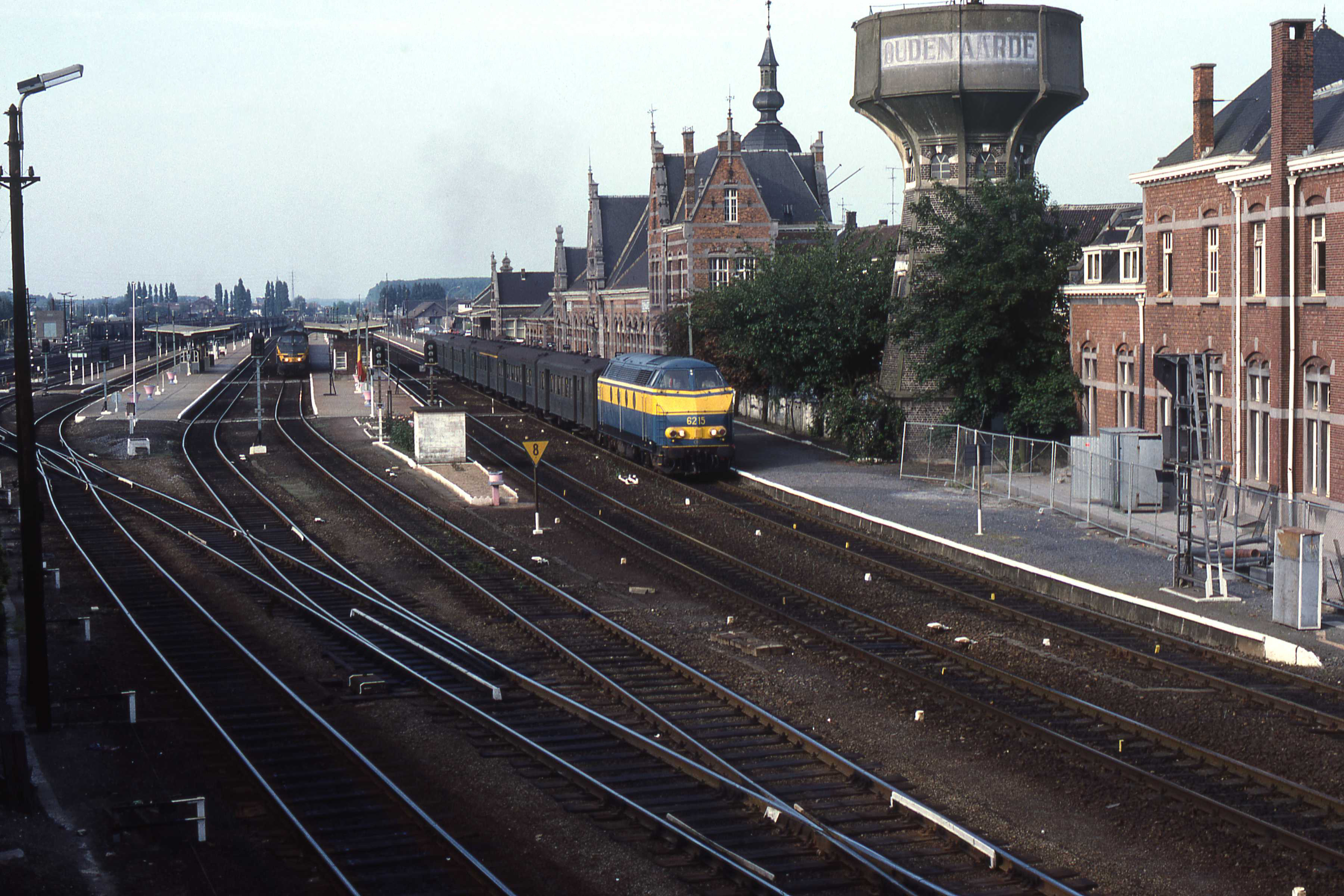
En 1983.
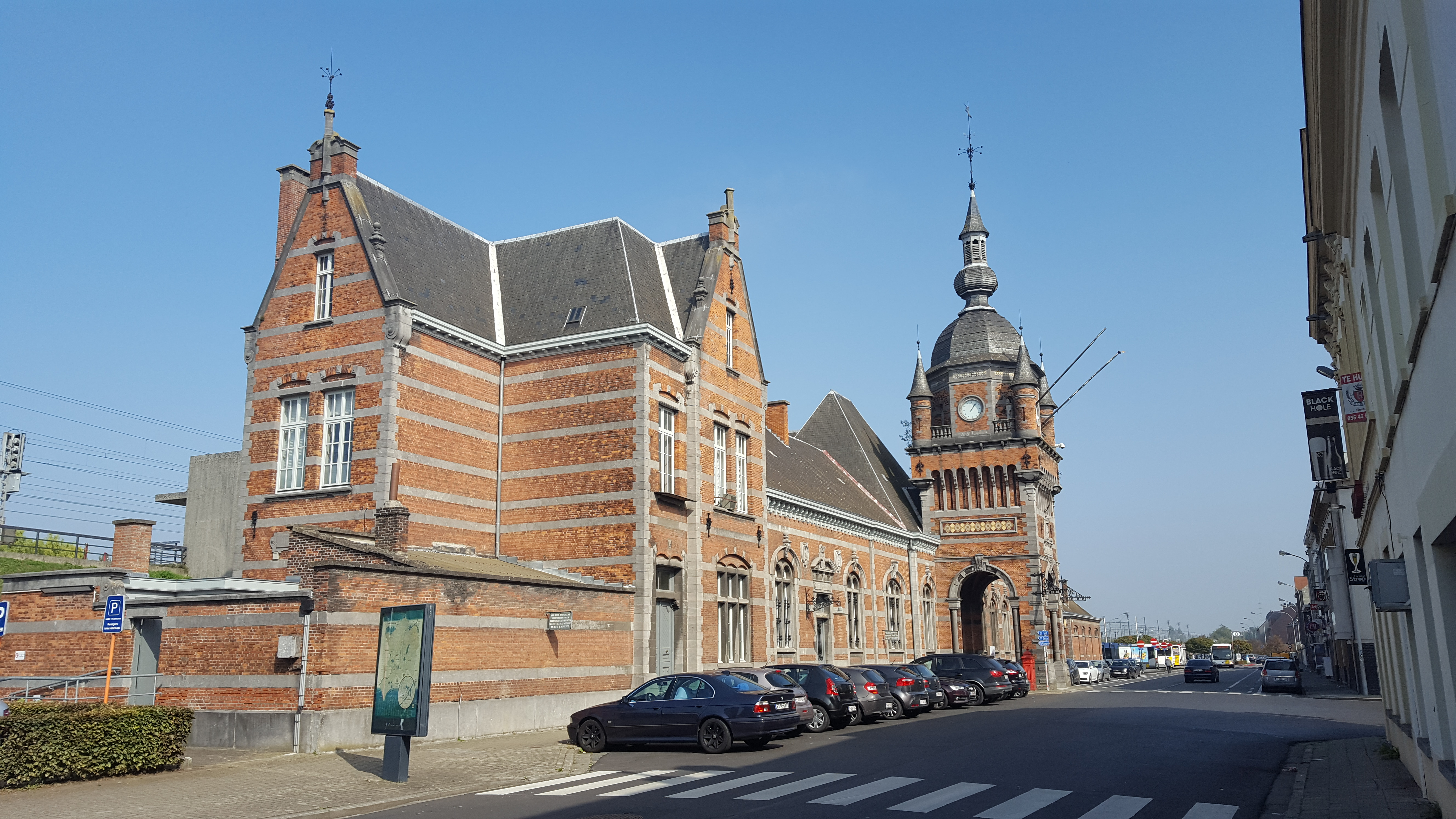
en 2017
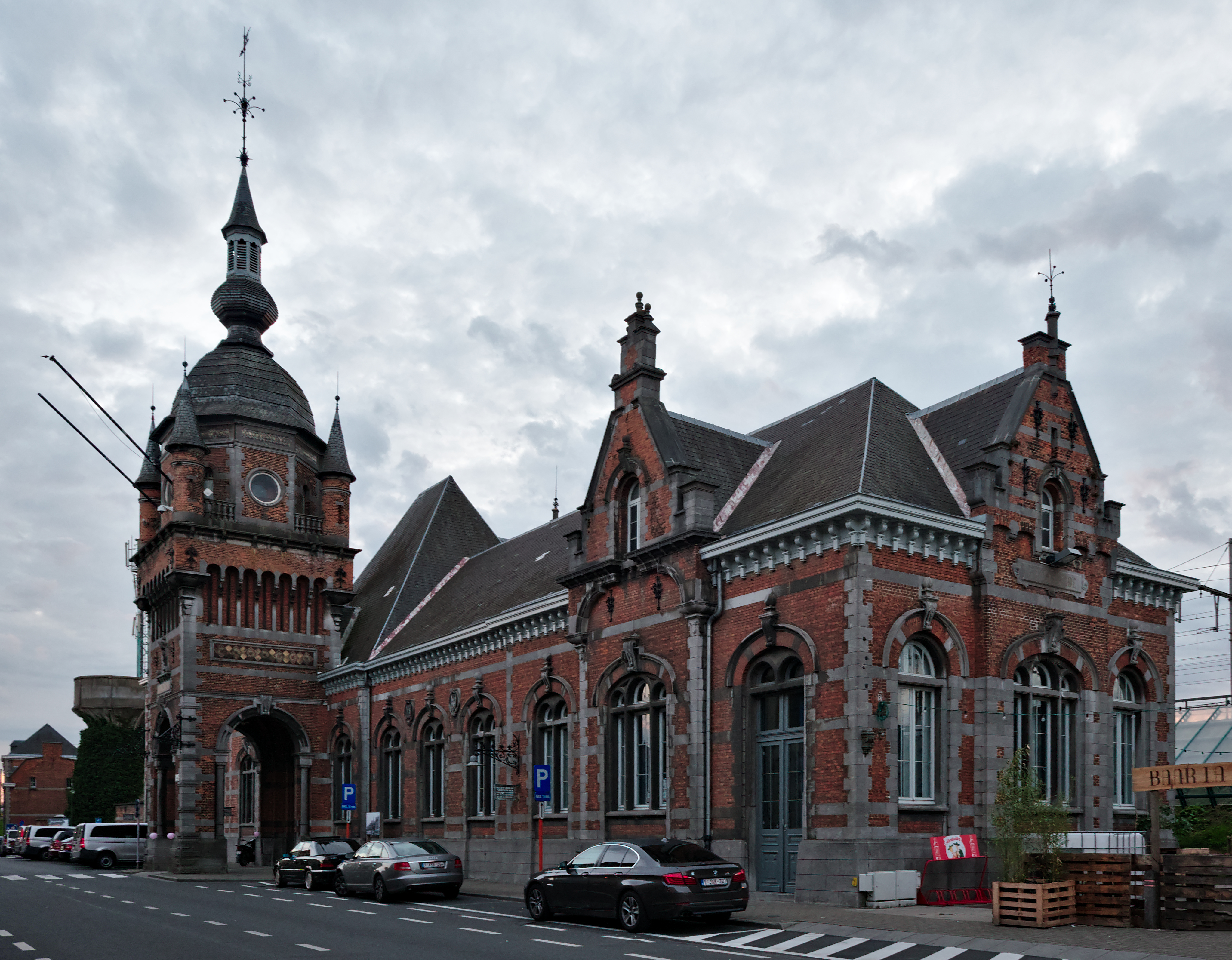
En 2018.